# Locomotiva FS 455
Le locomotive gruppo 455 erano locomotive a vapore con tender delle Ferrovie dello Stato italiane, di rodiggio 0-4-0, per traino di treni merci, avute dalla Südbahn in conto riparazioni belliche alla fine della prima guerra mondiale.

## Storia
Le locomotive facevano parte di un gruppo di 10 macchine per servizio di montagna ordinate dalla Südbahn alla StEG di Vienna per l'esercizio sulla ferrovia del Brennero e consegnate nel 1867. 

Alla fine della prima guerra mondiale 9 locomotive rimaste in servizio nel territorio divenuto italiano vennero immatricolate dalla Ferrovie dello Stato nel gruppo 455 con numerazione progressiva 001–009. Vennero radiate dal parco tra il 1926 e il 1928 e successivamente demolite.

## Corrispondenza locomotive ex SB e numerazione FS[2]
| Numero e gruppo FS | numero e gruppo SB | Fabbrica                 | anno di fabbricazione | Demolizione o alienazione |
| ------------------ | ------------------ | ------------------------ | --------------------- | ------------------------- |
| 455.001            | 34.928             | StEG                     | 1867                  | 1928                      |
| 455.002            | 34.927             | Lokomotivfabrik der StEG | 1867                  | 1928                      |
| 455.003            | 34.930             | Lokomotivfabrik der StEG | 1867                  | 1927                      |
| 455.004            | 34.931             | Lokomotivfabrik der StEG | 1867                  | 1926                      |
| 455.005            | 34.932             | Lokomotivfabrik der StEG | 1867                  | 1926                      |
| 455.006            | 34.934             | Lokomotivfabrik der StEG | 1867                  | 1927                      |
| 455.007            | 34.936             | Lokomotivfabrik der StEG | 1867                  | 1927                      |
| 455.008            | 34.933             | Lokomotivfabrik der StEG | 1867                  | 1928                      |
| 455.009            | 34.929             | Lokomotivfabrik der StEG | 1867                  | 1928                      |